# Бърсяци
 Тази статия е за етнографската група.  За средновековното славянско племе вижте Берзити.  За други значения вижте Бърсяци (пояснение).
Бърсяците са етнографска група в Северна Македония.

## История и разпространение
Племенното име се е запазило от Средновековието и произлиза от славянското племе Берзити. Бърсяците населяват областите западно от Овче поле, поречието на Вардар и Азот, части от Битолско, Прилепско, Кичевско и Охридско.

## Носии
Бърсяшката мъжка носия се състои от бечки, кувче (доламче), джамадан, кожух, обяла, навуща и опинци. Празничното облекло включва чевли (кондури). Женската носия е много тежка и се състои от шарена кърпа при младите, шамия, шарена риза, пояс, калци, ръкавчета, ресачка или клашник.